# 우희종
우희종(禹希宗)은 대한민국의 수의학자이다. 서울대학교 수의과대학 수의학과 교수로 면역학 분야를 담당한다.

## 생애
우희종은 혈액형 B형 , 개신교 장로교에서 세례를 받은 그리스도인이자 재가불자, 국내 최고의 면역학 전문가이다. 서울대학교 수의과대학 교수로 재직하면서 송광사 현전(玄田) 스님의 유발상좌로서 ‘무’자 화두로 간화선 수행을 했으며(법맥은 효봉-구산-현전으로 이어짐), 치열한 구도 끝에 단기간에 화두를 타파하고 스승의 인증을 받아 법명 여산(如山)을 받았다.
생활 속의 선(禪)으로서 "메타인지"를 강조하며 굳이 특정 종교나 수행방법을 고집하지 않는 그의 입장은 그가 서울대학교 교수불자회인 불이회에 남긴 신행기에 잘 나타나 있다. 또한 명저 '생명과학과 선'에서도 '범사에 감사하고 이웃과 나누며 함께 살아가는 일상'을 강조하며 탈종교사회에서 합리적 초월성이란 무엇인지를 선구적으로 제시했다.  2001년부터 2005년까지는 신림동 고시촌 수험생들을 대상으로 마음공부 모임을 지도하며 선사로서의 면모를 보인 바 있다.
1996년에서 2011년까지 15년간 안양소년원(정심산업정보학교)에 자원봉사자로 참가했다. 취지에 공감한 서울대학교 졸업생들을 이끌고 자원봉사팀을 꾸리는 등 탁월한 봉사정신을 인정받아 2010년 법무부장관상을 수상했다. 또한 1994년부터 현재까지 한국복지재단 소년소녀가장 결연후원자이다.
다도(茶道)와 거문고, 몰트 위스키 그리고 SCUBA diving과 스노우 보드, 복싱, MTB 등 다양한 취미 활동을 즐겼고, 종교적 각성에 따른 환경 문제 및 생명에 대한 관심과 더불어 개인이 어떻게 삶의 주체로 살아갈 것인가가 그의 주제를 이루고 있다. 종교다원주의적 입장을 취하고 있는 우희종은 특정 종교의 입장을 떠나 뜻을 같이 하는 이들과 함께 틱낫한 스님의 플럼 빌리지와 같은 체험 공동체를 거창군 가조면에 추진하기도 했으나, 현재는 바른불교재가모임이나 생명사회연구원 등 생명존중의 가치를 바탕으로 한국 사회를 변화시키는 실천활동에 더욱 관심을 기울이고 있다. 또한 강금실 변호사가 이끄는 ’지구와 사람‘ 팀과 연대하여 새로운 생태 및 문명을 모색하고, 포스트휴먼네트워크 창립에도 깊이 관여하고 있다.
자연계열 교수로서는 처음으로 '민주화를 위한 전국교수협의회(민교협)' 상임공동의장으로 선출된 우교수는 PD수첩에 대한 검찰 수사의 부당성이나 최근 들어 다시 제기된 캐나다 쇠고기 수입에 대한 의견 외에도 진보적 입장에서의 시국 발언과 참여가 눈에 뜨인다.
서울대학교 수의과대학 학장 및 아시아수의과대학협의회 의장 등을 거쳐, 2023년 2월 정년 퇴임 후 서울대 명예교수로 있다. 정년 이후는 촛불행동 상임공동대표, 언론소비자주권행동 상임공동대표 및 우리민족서로돕기운동 상임공동대표를 맡고 있다. 

## 광우병쇠고기 수입 저지 활동
우희종 교수는 '2008년 대한민국 미국산 쇠고기 수입 논란'에 대한 5월 미국 쇠고기 전면 수입에 앞서 가진 국회 쇠고기 청문회에서, 1996년부터 대한민국 내 광우병 연구의 필요성을 제기해온 자신의 전공분야 중의 하나인 변형프리온에 대한 우려를 표명함으로써, 정부의 쇠고기수입정책을 강하게 비판하고 반대여론을 일깨웠다.
한편, 우희종은 프리온 관련 주제로 학위 지도 및 정부 연구과제 수행과 더불어 학술재단 지정 인수공통질병연구소에서 지속적으로 연구해왔다. 그가 프리온 연구로 노벨상을 받은 프루즈너 교수의 연구실을 2001년 초 방문한 후 한국분자세포생물학회 뉴스지에 남긴 글을 통해 보면 그는 광우병이 한국에서 주목을 끌기 전인 1990년대 중반부터 이미 이 질병에 관심을 지니고 관련 연구를 했으며, 대한민국 내에서 광우병이 문제가 된 2001년 당시에도 정부의 입장을 옹호하는 가짜 전문가가 등장했음을 언급하고 있다.
장기간 광우병을 주목하던 그는 이미 2001년, 2003년, 2006년, 및 2007년 5월과 8월에 광우병에 대하여 보다 적극적인 대책 마련을 정부에 촉구하였고, 더욱이 2007년 참여정부가 주장하던 한미FTA 타결의 경제적 득실과 피해 대책에만 주목하던 당시 상황에서 우희종은 앞으로 10개월후 국내에서 발생할 광우병 사태를 예고한 듯한 통찰력을 보여주었음이 언급되고 있다. 따라서 광우병 연구자로서 그가 보여주는 이명박 정부에 대한 비판적인 태도는 이미 2006, 2007년도에 그가 언급한 한미FTA에 따른 쇠고기 수입 개방에 대한 우려와 비판적인 입장에 의거하고 있으며, 현 정부가 타결한 미국 쇠고기 협상의 문제점이 보임에 따라 전문가로서 그가 과거부터 우려했던 문제가 구체적으로 현실화된 것을 다시 지적한 것에 불과하다. 특정 정권과는 상관없이 보여주는 우교수의 일관적인 비판과 논리는 그의 시각이 비교적 중립적인 학문적 입장에 근거하고 있음을 보여준다.
미국 쇠고기 수입에 있어서 정부의 주장을 최근의 과학적 연구 결과를 근거로 조목조목 비판하고 있는 우희종은, <PD 수첩>에 대한 보수 언론의 비난이나 과도한 검찰 수사에 대하여, 촛불집회에 대한 정부의 책임을 대신 짊어질 사회적 희생양 만들기에 불과하다고 바라보며, 따라서 MBC 경영진의 사과 방송에 대하여 정부의 언론 장악을 도와주는 행위라는 비판적 입장을 유지하고 있다.

## 학제 간 연구
우희종은 학제간 연구에 깊은 관심을 지니고 있으며, 환원주의에 근거한 근대 과학의 한계를 극복할 수 있는 차세대 융합 학문의 방향으로서 자연과학과 인문학 및 종교와의 접목을 시도하고 있다. 이러한 선구적 문제의식은 그를 한국 포스트휴먼 연구의 개척자로 만들고 있다. 또한 그는 종교 간의 대화에 대한 관심과 더불어 개인적, 사회적 억압 구조와 이로 인한 소외 문제에 관심을 지니고 적극적 사회 참여를 주장하는 입장이다. 따라서 그는 미국쇠고기 수입과 관련하여 빚어진 촛불집회를 관계 소통이라는 측면에서 바라보고 있다.
최근 학문의 경계를 넘나든 두 편의 논문을 세계 최대 규모의 철학 학술 대회인 국제철학연맹(FISP) 주관의 세계철학대회(The XXII World Congress of Philosophy)에서 발표한 그는 과학철학과 과학기술사회학(STS)에도 관심을 지니고 과학과 사회와의 관계에 대한 입장을 분명히 하고 있다. 대표적인 예로서 첨단생명과학의 이종장기 개발에 있어서도 사람에 이식된 동물장기로부터의 내인성 병원체뿐만 아니라, 외부로부터 사람 몸 속의 동물 장기에 감염된 치명적 동물 병원균이 분열, 증식하면서 항생제내성슈퍼박테리아의 사례에서 보듯이 인체조직에 적응할 때, 또 다른 AIDS나 광우병과 같이 종간 장벽을 뛰어넘은 신종 인수공통전염병이 생겨날 수 있다는 점에서 반대 입장을 명확히 하고 있다. 따라서 그는 최근 전 세계적인 유행을 보이고 있는 신종 인플루엔자에 대해서도 단순히 생물학적 관점 외에도 생태적 시각의 필요성을 강조하고 있다.
우희종이 지닌 과학과 사회, 그리고 과학자로서의 자세에 대한 입장은 그가 참여하고 있는 환경모임의 글에서 찾아볼 수 있으며, 특히 차세대 학문으로서 필요한 분과학문간의 통섭을 저해하는 요소로써 자연과학과 인문사회학 간의 비대칭성(asymmetry)을 제시하고 있다. 그는 이러한 학문간의 비대칭성을 극복하기 위한 접근으로서 Michael Polanyi의 암묵지(tacit knowledge)와 Bruno Latour의 ANT (actor-network theory)에 주목하고 있다.

## 학력
- 서울고등학교
- 서울대학교 수의과대학 수의학과(1982년 2월)
- 일본 동경대학교 약학부, 생명약학 협동과정 석사(1985년 8월)
- 일본 동경대학교 약학부, 생명약학 협동과정 박사(1987년 8월)

## 이외 경력
- 1987. 9 ~ 1989. 6 미국 University of Pennsylvania 의과대학, 소아과 분자질병학교실 박사후연구원
- 1988.10 ~ 1989. 6 미국 Wistar Institute 겸임연구원
- 1989. 7 ~ 1992. 7 미국 Harvard 대학, 의과대학 외과 종양학교실 연구강사

## 직책
- 1992. 08 ~ 현재, 서울대학교 수의학과 교수
- 2015 ~ 현재, ‘우리민족 서로돕기운동’ 공동대표
- 2020 ~ 현재, 대한수의학회 부회장
- 2009. 01 ~ 현재, 한국수의면역학협의회(KVIC) 회장
- 2016 ~ 현재, 20대 국회 동물복지포럼 자문위원장
- 2018 ~ 현재, (사)희망먹거리네트워크(전 학교급식 전국네트워크) 공동대표
- 2007 ~ 현재, 동물행동권 카라 명예이사
- 2017 ~ 현재, 동물권연구변호사단체 PNR 고문
- 2019 ~ 현재, 검찰개혁 시국선언 7,000여 교수연구자 모임 공동대표
- 2009 ~ 현재, 한국농정신문 고정 필진
- 2019 ~ 현재, ‘생명사회연구원’ 초대 원장
- 2007. 09 ~ 현재, 서울대학교 사회과대학 겸무교수 (여성학 협동과정)
- 2010. 03 ~ 현재, 서울대학교 자유전공학부 겸무교수

- 2004. 02 ~ 현재, 대한면역학회 이사
- 2008. 11 ~ 현재, 국립수의과학검역원 역학조사위원
- 2008. 11 ~ 현재, 중앙가축방역협의회 위원
- 2004 ~ 현재, 대한면역학회 이사
- 2008 ~ 현재, 국립수의과학검역원 역학조사위원
- 2008 ~ 현재, 중앙가축방역협의회 위원
- 2012 ~ 현재, 식품의약품안전청 중앙약사심의위원회
- 2009 ~ 현재, 보건복지부 배아연구심의위원단
- 2014 ~ 현재, 경기도 의회 등 전문위원
- 2013 ~ 현재, 한국분자∙세포생물학회 대의원

- 1998. 07 ~ 현재, 법무부 보호소년 지도위원
- 2011 ~ 현재, 서울시 교육청 인사위원
- 2006. 01 ~ 현재, 인드라망 생명공동체 전문위원
- 2008. 07 ~ 현재, 조계종 중앙신도회 대의원
- 2009. 02 ~ 현재, 조계종 포교연구위원회 연구위원
- 2010. 03 ~ 현재, 서울대학교 교수불자모임 불이회 부회장
- 2009. 02 ~ 현재, 조계종 자정과 개혁을 위한 혁신위원회 위원
- 2011. 08 ~ 현재, 서울시 교육청 인사위원
- 2017. 02 ~ 2019. 02 서울대학교 수의과대학 학장
- 2017 ~ 2018 아시아 지역 수의과대학협회(AAVS) 회장
- 2008 FTA 국민대책위원회 자문(미국 소고기 수입개방)
- 2009 ~ 2011 민주화를 위한 전국 교수협의회 상임의장
- 2017 문재인과 함께하는 찡찡이포럼 자문위원장
- 2020 더불어시민당 당대표
- 2012 ~ 2014 대한수의사회 동물보호 복지위원
- 2013 ~ 2016 서울시 동물보호과 동물정책 자문위원

## 저서
- '인간 너머의 인간 : 포스트휴먼 시대의 신, 인간, 자연' 사월의책 2021 (공저)
- '열두 명의 농사직썰 ' 도서출판 한국농정 2019 (공저)
- '촛불항쟁과 새로운 민주공화국'  한울아카데미 2018 (공저)
- '대학정책, 어떻게 바꿀 것인가' 소명출판 2017 (공저)
- '쇼! 개불릭 : 씹고, 뜯고, 맛보는 종교 이야기' 바다출판사 2016 (공저)
- '다윈과 함께' 사이언스북스 2015 (저)
- '생명 : 서울대학교 자유전공학부 주제탐구세미나 ' 서울대출판문화원 2014 (공저)
- '사상이 필요하다' 글항아리 2013 (공저)
- ‘학문간 경계를 넘어’서울대학교 사회과학연구원 (김세균 편) 서울대출판문화원 2011 (공저)
- '죽음, 삶의 끝인가 새로운 시작인가' 운주사 2011 (공저)
- '현대자본주의와 생명' 그린비출판사 2011 (공저)
- ‘수의면역학 - Veterinary Immunology (I. Tizard, 8th Ed.)’ 한미의학 2011 (한국수의면역학협의회 공역; 대표역자)
- ‘서울대 명품 강의 - 우리의 삶과 사회를 새롭게 이해하는 석학강좌’ 글항아리 2010 (공저)
- ‘붓다와 다윈이 만난다면’ 서울대출판문화원 2010 (공저)
- ‘몸; 마음공부의 기반인가 장애인가’ 운주사 2009 (공저)
- ‘나; 찾을 것인가 버릴 것인가’ 운주사 2008 (공저)
- ‘욕망; 삶의 동력인가 괴로움의 뿌리인가’ 운주사 2008 (공저)
- ‘불교생명윤리 이론과 실천’ 조계종출판사 2007 (공저)
- ‘구원과 해탈은 무엇인가’ 동연학술총서 2007 (공저)
- ‘인류의 스승으로서의 붓다와 예수’ 동연학술총서 2006 (공저)
- ‘생명과학과 선’ 미토스 2006 (단독)
- ‘현대사회와 불교생명윤리’ 조계종출판사 2006 (공저)
- ‘식품중의 생체기능조절물질 연구법’ 송현문화사 1996 (공저)
- ‘식품과 생체방어’ 송현문화사 1996 (공저)
- ‘최신 수의미생물학·면역학’ 경북대학교 출판부 1996 (공저)
- ‘Guidebook to the Extracellular Matrix and Adhesion Proteins’ Oxford University Press, 1993 (공저)
- ‘암세포생물학’ 서울대학교 의과대학 1992 (공저)

## 이슈

### 광우병 논란에 대한 입장
그는 최근 발발된 광우병 논란의 본질은 미국 쇠고기 안전성의 문제가 아니라 타결된 '수입 조건의 문제(정부가 국민의 건강한 식생활을 위하여 보다 안전한 조건으로 수입하였는가)'로 본다. 수입에 있어서 EU나 일본 등 다양한 국제적인 기준을 참고하지 않고 수출국인 미국의 요구 조건을 무조건 수용한 점과 이에 따른 검역 주권의 포기로 인한 국민 안전권의 문제임에도 불구하고 정부가 국민 측의 입장에서 사안을 바라보지 않고 미국의 입장만을 대변하기 때문에 발생한 상황으로 파악하고 있다. 특히 우교수는 유럽에서도 인간광우병인 vCJD의 발병율이 창자를 즐겨먹는 집단에서 높은 점을 고려할 때 최근 제정된 EU의 SRM 기준을 바탕으로 장차 수입되어 한국인의 식탁에 오를 미국으로부터의 소 창자에 대하여 우려를 표명하고 있다. 우희종은 SRM에 있어서 회원국 간 통상에 있어서 권고 사항에 불과한 2005년도의 OIE 기준보다는 최근인 2008년도에 공포되어 모든 회원국이 준수해야만 하는 과학기준인 EU의 기준이 안전성에 있어서 보다 과학적인 근거가 있음을 주장하고 있으며, 이와 같이 창자 전체가 SRM이어야만 하는 과학적 근거에 대해서는 프리온 질병과 식품 안전을 다루는 스위스 비영리 단체인 TAFS의 2009년도 문서에서도 언급되어 있다.
따라서 이번 광우병 논란에서 사안의 본질과는 달리 정답이 없는 미국 쇠고기 안전성의 문제로 전개된 것과 관련하여 미국 쇠고기 안전성을 전면에 내건 <PD 수첩>의 방송 방향이 결과적으로는 현 정부의 입장을 도와주게 되었다는 우교수의 입장이다. 그러나 그러한 그의 입장은 이번 사태의 책임이 정부에 있다는 것을 재차 강조하는 것이며, 또한 이러한 상황의 저변에는 다양한 사회 집단의 의견을 수용하지 못하는 국가 통치자의 편향적 자세가 있다는 그의 지적과 맥락을 같이 하고 있다.
우희종은 이러한 상황의 발생과 관련하여 '한국PD연합회'에서 주최한 '광우병 언론보도 어떻게 볼 것인가?' 란 토론회에 참여하여 "권언유착도 문제지만 권력-학문의 유착도 굉장히 심하다. 정부의 입장만을 옹호하는 과학적으로 왜곡된 사실이 언론 매체를 통해 마치 과학계의 또 다른 정당한 의견인양 받아들여지는 상황이 어찌 보면 매우 황당한 일" 이라며, "그 자신 역시 지난번 황우석 사태 때 학계와 언론의 올바른 역할에 대해 많이 언급했지만, 이번 상황을 보면 당시의 그런 교훈이 전혀 반영되지 않았다는 것을 느낄 수 있다" 고 지적했다.
우희종은 이어 "안타까운 건 이번처럼 정치적 논리로 내려진 결정을 합리화하기 위해 명확히 알려진 과학적 사실마저 호도하고 왜곡하는 것" 이라며 " 한승수 총리가 '광우병이 전염병이 아니다.'라고 말했을 때 이건 우리 과학계의 위기이기도 하고, 우리 사회가 위험도를 넘어선 것이라고 생각했다" 고 비판했다.

### 극미량 SRM에 의한 인간 광우병 발병 논란
우희종은 여러 차례의 대중 강연에서 2007년 영국 가축질병관리청(Veterinary Laboratories Agency)에서 발표한 논문을 인용하여 광우병소의 0.001g의 위험물질(뇌조직등)로도 소에게 발병을 일으킨다는 주장을 하였다. 그러나 대중들이 프리온 질병의 특징인 종간장벽(species barrier)을 제대로 이해하지 못하고 같은 양의 위험물질이 사람에게도 발병을 일으킨다고 오해하여 결과적으로 극심한 공포와 사회적 파장에 그가 기여했다는 일부 비판도 있다. 하지만 과학자로서의 그의 주장은 위의 영국 가축질병관리청 논문에서 언급되었듯이 전염병 방역에서 중요한 '사전예방원칙(Precautionary principle. 리우선언) '에 따라 종간 장벽을 1로 보라는 과학적 입장에 근거하고 있다..

### 광우병 관련 실험노트 제출 및 보고서 표절 논란
한나라당 손숙미 의원은 2008년 6월 17일 보도자료를 통해 정부의 쇠고기 협상에 비판적인 입장을 취해 온 우희종의 연구결과보고서에 대한 문제 제기를 하였고, 19일 식품의약품안전청에 ‘의정활동 관련 자료협조 요청’ 공문을 보내 우희종이 식약청의 수주를 받아 실시한 광우병 관련 연구의 연구계획서와 평가결과서, 실험노트와 연구비 사용 증빙서류 일체를 요구했다. '지식인탄압'과 '연구자율성침해' 논란 이 이어지자 손숙미 의원은 22일, "우희종 실험노트만 국가 1급 비밀인가" 라며 정책적 접근을 정치적으로 매도했다며 언론을 통해 반박했다. 이어 손숙미 의원은 2008년 6월 24일, 기자회견을 통해 해당 용역보고서와 우교수가 참여하고 있는 서울대 수의과대학의 학술진흥재단 지원의 인수공통질병연구소에서 발간한 보고서에서의 자기표절 의혹도 제기했다.
이에 우희종은 식약청의 용역연구보고서와 학술진흥재단의 사업단 비공개 성과보고서의 차이를 모를 뿐만 아니라 더욱이 학술논문에 적용되는 표절이라는 개념을 연구보고서에 사용한 것은 말이 안된다고 반박했다. 또한 손의원의 지적은 내용을 검토한 다른 교수들의 강한 반론에 부딪혔고 더 나아가 손의원 자신에 대한 논문 표절마저 밝혀짐으로써 우희종은 비례대표 초선의원인 식품영양학 교수 출신의 손의원이 국회 개회 전에 굳이 우교수의 특허와 관련되어 적법하게 비공개 처리된 식약청 연구개발보고서에 대하여 문제를 제기하고 공개한 배경에 대해서 의구심을 제기했다. 한편, 손숙미의원이 우희종에 대하여 학술논문이 아닌 연구보고서에서의 표절이라는 형태로 문제를 제기한 것은 부적절하며, 정치적 의도성이 보인다는 지적과 함께 학술논문에서의 표절 및 실험실 노트가 대학과 연구자에게 귀속된다는 내용은 최근 제정된 서울대학교 연구윤리 규정 참조 . 그 후 서울대학교 연구윤리위원회는 손숙미 의원이나 식약청에서의 문제 제기를 예비 검토한 후 해당 사항이 아님을 공식 표명함으로써 우희종의 견해가 타당함을 밝혔다.

### 광우병에 대한 전문성 논란
우희종이 2007년까지 발표한 논문 중 광우병 관련 연구논문이 없다는 주간동아의 기사가 있으며, 면역학을 전공한 우희종은 최근 ‘복잡계 이론으로 본 생명과 깨달음의 구조’(2007) ‘생명이란 무엇인가’(2007) 등 광우병과는 관련 없는 논문을 학술지에 게재했다고 지적. 한편, 우희종의 광우병 관련 연구는 2004년 국내학술지에, 2008년에는 그가 프리온으로 노벨상을 수상했던 프루즈너 박사의 연구실에 박사후연구원으로 있던 류종석 박사를 서울대학교 수의과대학 인수공통질병연구소의 연구교수로 채용하여 실험했던 내용이 Brain Research라는 학술지에 게재되었다. 2006년에는 식품의약품안전청(이하 식약청)으로부터 광우병과 관련된 저농도 프리온 검출 연구용역을 받아 수행했으며 이와 관련된 연구 내용은 특허출원과 관련하여 학술지 발표를 하지 않고 있었고 식약청에도 정보 보호 차원에서 비공개 처리로 제출되었음에도 불구하고 해당 연구보고서를 손숙미의원이 언론을 통해 문제제기 하기 5일전에 식약청측이 임의로 전격 공개한 배경에 대해서 우교수는 의혹을 제기한 바 있다.
한편, 전문가 논란에 대하여 우희종은 이미 수년간 광우병 관련 연구를 해왔고 지금 미국 쇠고기 수입과 관련된 내용은 정부의 졸속 협상이 너무나 명확해 굳이 전문가의 의견이 필요할 정도의 사안도 아니며, (전문가 여부를 운위하는 건 정부에 비판적인 자신에 대한) 흠집내기에 불과하다고 말했다. 그는 국내에서는 프리온 연구 시설이나 지원이 매우 열악하여 국제학술지에 투고할 만한 연구를 수행하기 어렵다는 점을 고려할 때 논문이 많지 않더라도 실제로 다년간 연구해 온 입장에서 전문가로서 충분히 발언할 수 있다는 입장이다.
이와 관련해서 우희종은 정부측이야말로 광우병전문가라고 말할 만한 제대로 된 이가 없음에도 불구하고 자신에 대하여 이런 식의 논의가 제기된 이유로서, 탐사보도로서의 전체적 내용보다는 방송된 일부 내용을 확대하여 문제 삼고 있는 <PD 수첩>에 대한 검찰 수사와 마찬가지로
, 과학적으로나 논리적으로 자신의 주장을 반박하지 못하는 정부나 보수 언론이 정치적 수단으로서 상대방 흠집내기 수법을 사용하는 것에 불과하다고 주장하였다.

### 추가 협상에 대한 입장
정부가 추가 협상을 통해 얻은 결과에 대해서 우희종은 결코 개선된 것이 아니라는 입장이다. 고시된 수입위생조건은 잠시 여러 문제점의 잠정적 유보의 형태에 불과하며, 실제 협의 내용과는 달리 30개월 미만의 뇌, 척수가 수입되지 않는다는 식으로 호도함으로써 국민에 대한 속임수에 불과하다고 보고 있다.

### 헌법재판소 결정에 대한 입장
2008년 6월, 10만명에 육박하는 청구인단을 대표하여 민주화를 위한 변호사모임(민변)이 헌법재판소에 제기한 '미국산 쇠고기 수입위생조건에 대한 농림수산식품부의 고시'에 대한 헌법소원 및 효력정지가처분신청에 대하여 헌법재판소는 재판관 전체 9명중 5명은 기각, 3명은 각하, 1명은 위헌 의견으로 최종적으로 합헌 결정을 냈다. 헌재의 결정문과 정부측 자료를 검토한 우교수는 정부측 증빙자료인 2007년도 TAFS의 자료조차 EU 기준의 정당성과 더불어 창자 전체가 SRM이 되어야 하는 과학적 근거를 언급하고 있기 때문에 정부 입장이 아닌 청구인들의 주장을 지지하고 있음을 지적하였고, 따라서 헌재가 전문적인 과학 내용을 다루면서도 양측의 증빙자료도 제대로 검토조차 하지 않은 채 공개변론 절차를 생략하고 성급하게 내린 결정에 대하여 강한 아쉬움을 표시하였다.